# László Fekete (Fußballspieler, 1954)
László Fekete (* 14. April 1954; † 4. März 2014 in Budapest) war ein ungarischer Fußballspieler. Der Stürmer, 1979 Torschützenkönig der Nemzeti Bajnokság, spielte zwischen 1974 und 1979 in 21 Länderspielen für die ungarische Nationalmannschaft und erzielte dabei fünf Tore.

## Sportlicher Werdegang
Fekete debütierte 1973 für Újpest Budapest in der nationalen Meisterschaft. Bis zu seinem Abschied 1984 gewann er mit der Mannschaft viermal den Meistertitel sowie zweimal den ungarischen Landespokal. Dabei stand der Stürmer häufig im Schatten seiner Vereinskameraden Ferenc Bene und László Fazekas, dennoch war er ab 1974 Teil der ungarischen Nationalmannschaft. Eine Teilnahme an der Weltmeisterschaft 1978 blieb ihm verwehrt, hier waren von der Offensive von Újpest neben Fazekas András Törőcsik, László Nagy und András Tóth von Auswahltrainer Lajos Baróti berücksichtigt worden. Nach dem Turnier gehörte er – nicht zuletzt wegen seiner Treffsicherheit in der Liga, die ihn mit 31 Saisontoren zum Torschützenkönigstitel führte – wieder zur Nationalmannschaft.
Im Sommer 1984 zog Fekete nach 136 Toren in 233 Spielen für Újpest in den Westen und schloss sich dem österreichischen Klub SK Sturm Graz an. Hier währte sein Aufenthalt nur kurz, bereits nach einer Spielzeit entschied er sich zur Rückkehr nach Ungarn und ließ seine Karriere bei Komlói Bányász ausklingen.